# Portraits de Charles Darwin
Beaucoup de portraits de Charles Darwin sont connus. Les premiers sont dessinés ou peints, tandis que les portraits ultérieurs sont plutôt des photographies monochromes. Après la publication de L'Origine des espèces en 1859 et la diffusion de la controverse qui s'est ensuivie, Darwin a également été l'objet de nombreuses caricatures.
Selon Gene Kritsky, spécialiste du sujet, il y aurait au moins 53 portraits photographiques recensés de Darwin.

## Liste chronologique des portraits
| Année                 | Createur | Image | Notes |
| --------------------- | --- | ----- | --- |
| 1816                  | Ellen Sharples |       | Dessin à la craie de Charles (six ans) et sa sœur Catherine                                                                                  |
| Fin des années 1830   | George Richmond |       | Portrait à l'aquarelle postérieur au retour de Darwin du second voyage du Beagle                                                             |
| 1842                  | |       | Daguerréotype de Darwin (33 ans) avec son fils William (en), reproduit dans The Life, Letters and Labours of Francis Galton par Karl Pearson |
| 1849                  | Thomas Herbert Maguire (en) |       | |
| 1853                  | Samuel Laurence (en) |       | Portrait de Darwin dessiné à la craie par Samuel Laurence                                                                                    |
| vers 1855             | Maull & Polyblank (photography partnership of Henry Maull (en) et George Henry Polyblank                                                                           |       | |
| 1859 or 1860          | Henry Maull et John Fox |       | Portrait par Maull & Fox, reproduit dans The Life, Letters, and Labours of Francis Galton par Karl Pearson.                                  |
| vers 1866             | Ernest Edwards (1837–1903) |       | |
| circa 1866            | Ernest Edwards (1837–1903) |       | |
| 1867                  | Ernest Edwards (1837–1903) |       | |
| 1867                  | Ernest Edwards (1837–1903) |       | |
| 1867                  | André Gill |       | |
| 1868                  | Julia Margaret Cameron |       | |
| 1868                  | Julia Margaret Cameron |       | |
| 1869                  | Attribué à Julia Margaret Cameron, bien qu'il ait été suggéré qu'il s'agisse de l'image inversée d'une photographie prise par Leonard Darwin dans les années 1870. |       | |
| 1869                  | Julia Margaret Cameron |       | |
| 1869                  | Laura Russell (1816–1885) |       | huile sur toile |
| circa 1871            | Oscar Gustave Rejlander |       | |
| 1871                  | The Hornet artist |       | "Un vénérable Orang-outang», une caricature de 1871 dans le magazine Hornet, numéro 22 de mars 1871                                          |
| 1871                  | "Coïdé", a.k.a. James Jacques Joseph Tissot |       | «Sélection naturelle», caricature dans Vanity Fair, numéro du 30 septembre 1871                                                              |
| 1874                  | Elliott & Fry (en) |       | |
| 1874                  | Elliott & Fry (en) |       | |
| inconnu               | inconnu [peut être Elliott & Fry (en)]; publiée par John G. Murdoch                                                                                                |       | Carte de visite |
| inconnu               | Elliott & Fry (en) |       | |
| inconnu               | inconnu |       | |
| 1875                  | Walter William Ouless (1848–1933) |       | Une peinture par WW Ouless, exposée au Collège du Christ à l'Université de Cambridge                                                         |
| 1875                  | Elliott & Fry (en) |       | |
| après 1870            | Elliott & Fry (en) |       | |
| 1877                  | Lock & Whitfield |       | |
| 1878                  | Marion Collier (née Huxley) (1859–1887) |       | Crayon |
| inconnu               | inconnu |       | |
| 1879                  | Elliott & Fry (en) |       | |
| 1881                  | Elliott & Fry (en) |       | |
| 1881                  | Elliott & Fry (en) |       | |
| 29 November 1881      | Elliott & Fry (en) |       | |
| 1881                  | Punch artist |       | « L'homme est un ver » |
| 1881 (copied in 1883) | John Collier |       | Une copie faite par John Collier en 1883 de son portrait de Charles Darwin de 1881.                                                          |
| 1881                  | Herbert Rose Barraud (en) (1845–1896) |       | L'érudit Gene Kritsky pense qu'il s'agit de la dernière photo prise de Darwin avant sa mort en 1882.                                         |
| Entre 1880 et 1910    | Harry Furniss |       | Caricature à l'encre par l'illustrateur Harry Furniss                                                                                        |